# Küçüktülmen, Bozova
Küçüktülmen là một xã thuộc huyện Bozova, tỉnh Şanlıurfa, Thổ Nhĩ Kỳ. Dân số thời điểm năm 2011 là 171 người.